# خانه حاج حسن غفوری
خانه حاج حسن غفوری (میراث فرهنگی) مربوط به سدهٔ ۱۳ ه.ق است و در اصفهان، خیابان ابن سینا، کوچه مسجد صفا، میدان شهشهان واقع شده و این اثر در تاریخ ۱۸ آذر ۱۳۵۴ با شمارهٔ ثبت ۱۱۶۱ به‌عنوان یکی از آثار ملی ایران به ثبت رسیده است.